# Fosse à bitume

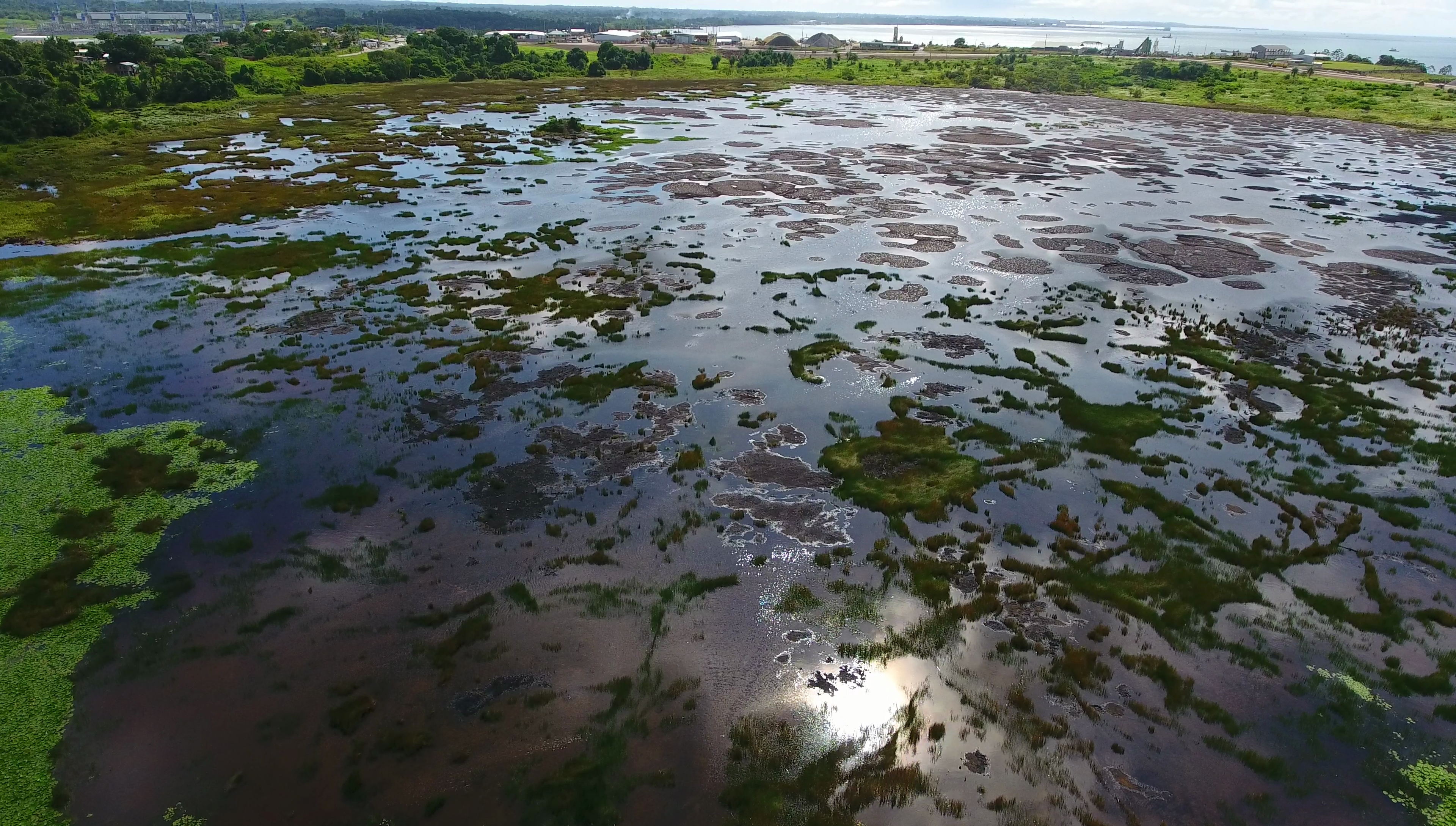
Pitch Lake, Trinité.

Une fosse à bitume est un type d'affleurement de pétrole formé par la remontée de bitume en surface, formant une grande zone recouverte d'asphalte naturel.

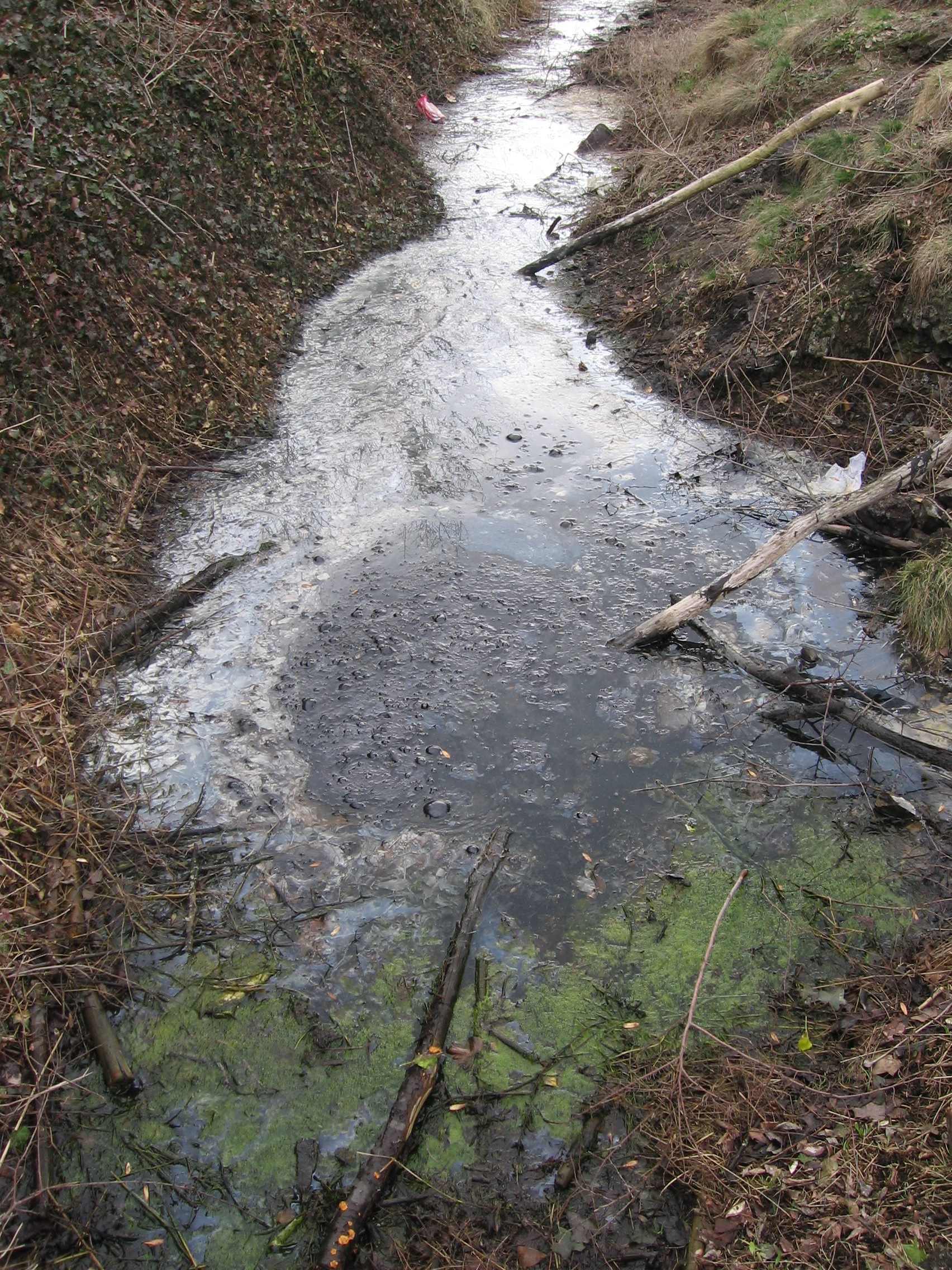
Puy de Poix (Clermont-Ferrand)